# Papiro 96
El Papiro 96 (en la numeración Gregory-Aland) designado como {\displaystyle {\mathfrak {P}}}96, es una copia antigua de una parte del Nuevo Testamento en griego y copto. Es un manuscrito en papiro del Evangelio de Mateo y contiene la parte de Mateo 3:10-12. Ha sido asignado paleográficamente al siglo VI.
El texto griego de este códice es probablemente un representante del Tipo textual alejandrino, también conocido neutral o egipcio. Aún no ha sido relacionado con una Categoría de los manuscritos del Nuevo Testamento.
Este documento se encuentra en la Biblioteca Nacional de Austria (en alemán, Österreichische Nationalbibliothek o "ÖNB") (Pap. K. 7244), en Viena.